# لوان چبانول
لوان شابانول (به انگلیسی: Loan Chabanol) زاده ۱۹۸۲ بازیگر و مدل (شخص) اهل فرانسه است.
از فیلم‌های معروف او می‌توان به فیلم‌های ترانسپورتر: سوخت‌گیری مجدد و شخص سوم اشاره کرد.

## فیلم شناسی
- ژیگولوی تحلیل‌رفته (۲۰۱۲)
- شخص سوم (۲۰۱۳)
- ترانسپورتر: سوخت‌گیری مجدد (۲۰۱۵)